# NGC 1323
NGC 1323 (również PGC 12764) – galaktyka soczewkowata (S0), znajdująca się w gwiazdozbiorze Erydanu. Odkrył ją 19 grudnia 1849 roku George Stoney – asystent Williama Parsonsa.